# Claus Breger
Claus Breger (25 de janeiro de 1910 - 17 de dezembro de 1944) foi um oficial alemão que serviu durante a Segunda Guerra Mundial. Foi condecorado com a Cruz de Cavaleiro da Cruz de Ferro.

## Carreira

### Patentes
Hauptmann

### Condecorações
| Cruz de Ferro (1939) 2ª Classe      | 31 de outubro de 1939   |
| Cruz de Ferro (1939) 1ª Classe      | 27 de maio de 1940      |
| Distintivo da infantaria de assalto | 1 de julho de 1940      |
| Medalha da Frente Oriental          | 29 de julho de 1942     |
| Cruz Germânica em Ouro              | 16 de fevereiro de 1942 |
| Cruz de Cavaleiro da Cruz de Ferro  | 4 de setembro de 1942   |
| Folhas de Carvalho n° 700           | 14 de janeiro de 1945   |